# Фраймерсхайм (Рейнхессен)
Фраймерсхайм (нем. Freimersheim) — община в Германии, в земле Рейнланд-Пфальц.
Входит в состав района Альцай-Вормс. Подчиняется управлению Альцай-Ланд. Население составляет 663 человека (на 31 декабря 2010 года). Занимает площадь 6,40 км².